# Cristian Simari
Cristian Javier Simari Birkner (San Carlos de Bariloche, 4 de octubre de 1980) es un esquiador alpino argentino. Compitió en los Juegos Olímpicos de Invierno de Salt Lake City 2002, en los Juegos Olímpicos de Invierno de Turín 2006, en los Juegos Olímpicos de Invierno de Vancouver 2010, y en los Juegos Olímpicos de Invierno de Sochi 2014. En tres de los juegos, fue el abanderado de la delegación argentina en la ceremonia inaugural.

## Esquí alpino
El esquí alpino es una de las modalidades del deporte conocido como esquí. Comenzó a practicarse en los Alpes, de ahí que reciba este nombre. En las competiciones el objetivo es realizar el descenso en el menor tiempo posible, siguiendo un trazado sinuoso marcado por unas balizas especiales llamadas puertas.